# 65. Międzynarodowy Festiwal Filmowy w Berlinie
65. Międzynarodowy Festiwal Filmowy w Berlinie odbył się w dniach 5–15 lutego 2015 roku. Imprezę otworzył pokaz hiszpańskiego filmu Nikt nie chce nocy w reżyserii Isabel Coixet. W konkursie głównym zaprezentowano 19 filmów pochodzących z 16 różnych krajów.
Jury pod przewodnictwem amerykańskiego reżysera Darrena Aronofsky’ego przyznało nagrodę główną festiwalu, Złotego Niedźwiedzia, irańskiemu filmowi Taxi – Teheran w reżyserii Dżafara Panahiego. Drugą nagrodę w konkursie głównym, Srebrnego Niedźwiedzia – Grand Prix Jury, przyznano chilijskiemu obrazowi El Club w reżyserii Pabla Larraína.
Honorowego Złotego Niedźwiedzia za całokształt twórczości odebrał niemiecki reżyser Wim Wenders. W ramach festiwalu po raz pierwszy pojawiła się sekcja Berlin Critics’ Week, wzorowana na podobnej sekcji Semaine de la critique na MFF w Cannes.

## Członkowie jury

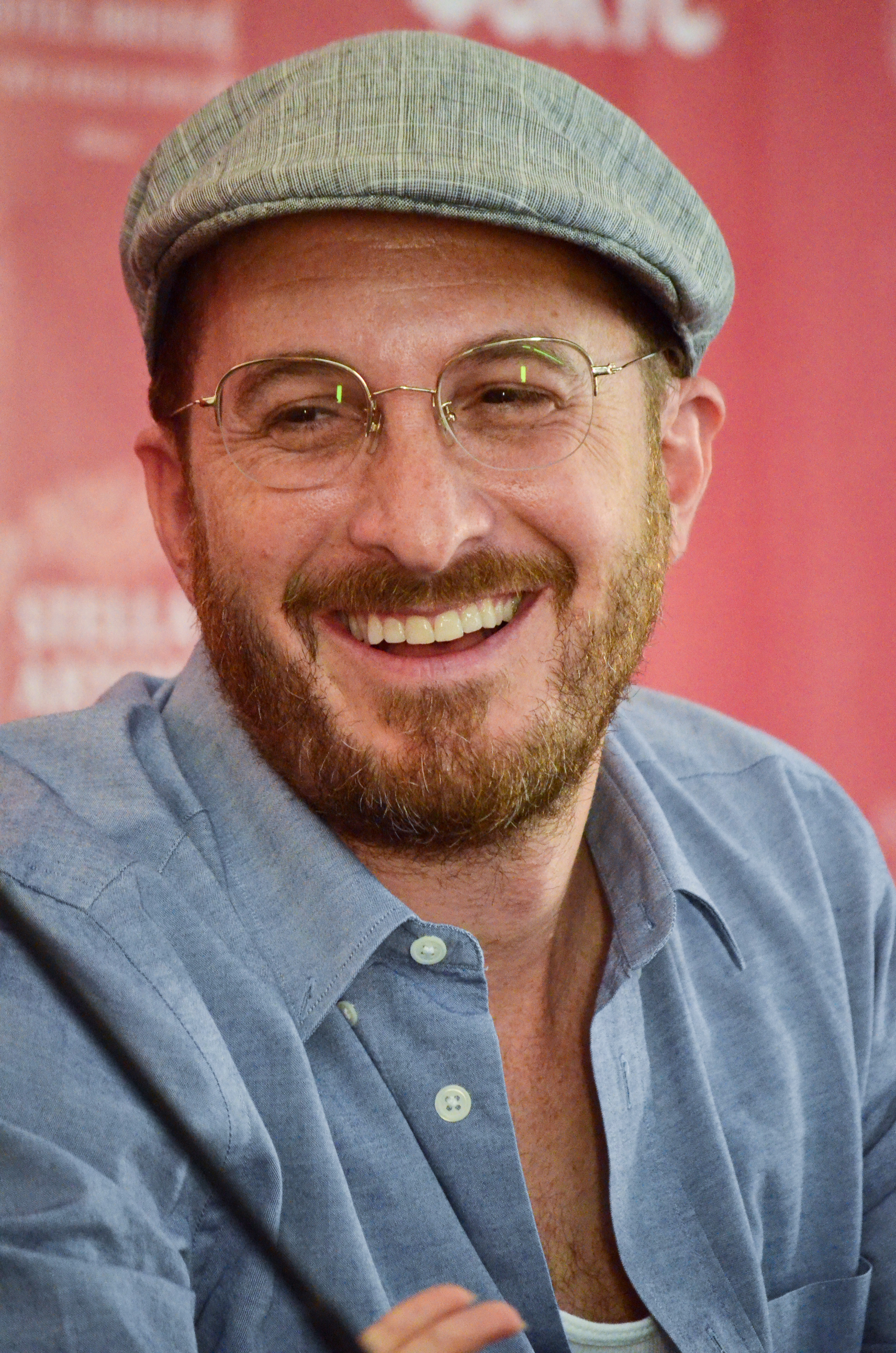
Przewodniczący jury konkursu głównego Darren Aronofsky.

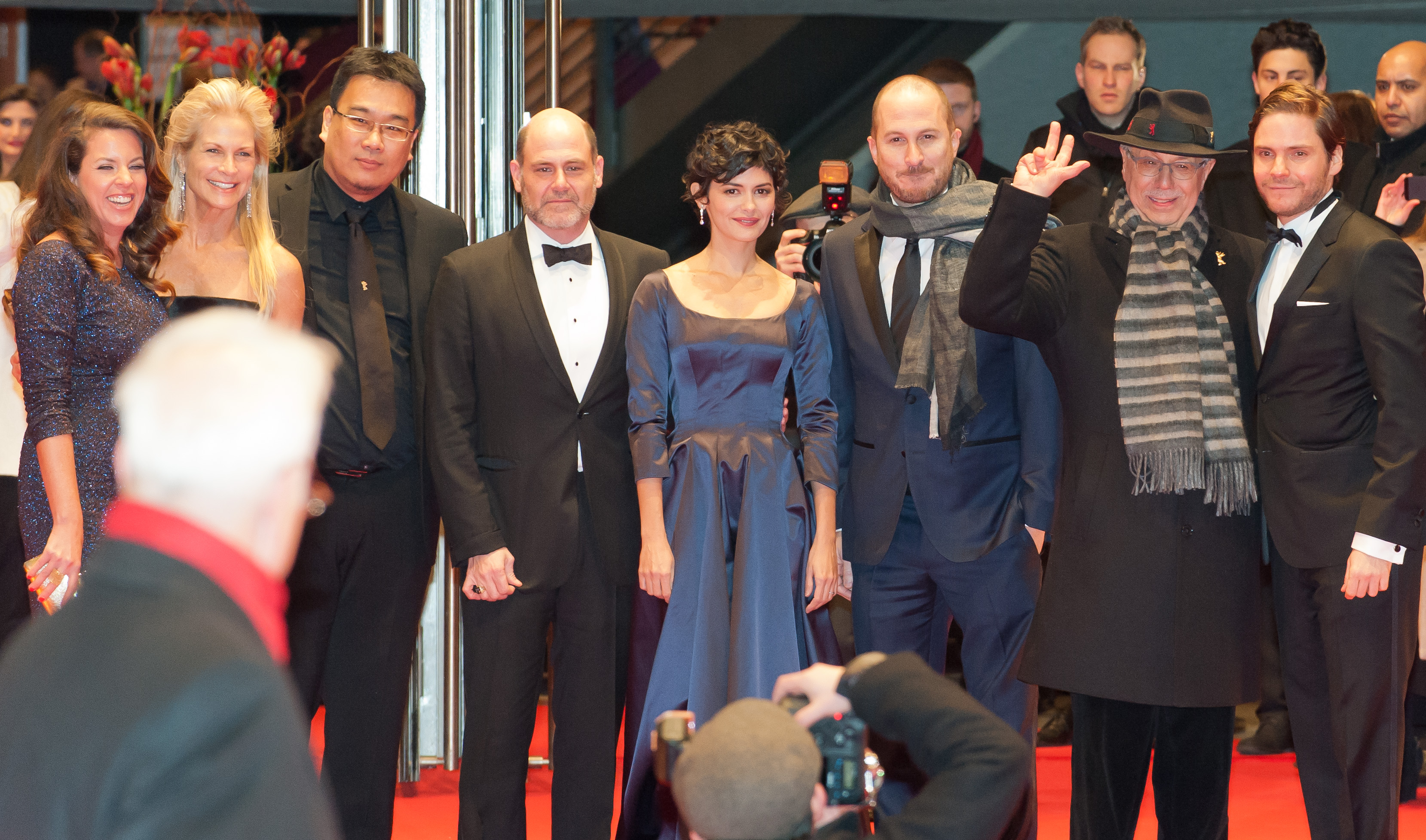
Jury konkursu głównego.

### Konkurs główny
- Darren Aronofsky, amerykański reżyser – przewodniczący jury[4]
- Daniel Brühl, niemiecki aktor
- Bong Joon-ho, południowokoreański reżyser
- Martha De Laurentiis, amerykańska producentka filmowa
- Claudia Llosa, peruwiańska reżyserka
- Audrey Tautou, francuska aktorka
- Matthew Weiner, amerykański reżyser

### Konkurs debiutów reżyserskich
- Fernando Eimbcke, meksykański reżyser
- Olga Kurylenko, ukraińska aktorka
- Joshua Oppenheimer, amerykański reżyser

### Konkurs filmów krótkometrażowych
- Halil Altındere, turecki artysta wizualny
- Madhusree Dutta, indyjska reżyserka
- Wahyuni A. Hadi, dyrektorka MFF w Singapurze

## Selekcja oficjalna

### Otwarcie i zamknięcie festiwalu
|             | Tytuł              | Reżyseria     | Kraj produkcji |
| ----------- | ------------------ | ------------- | -------------- |
| Otwierający | Nikt nie chce nocy | Isabel Coixet | Hiszpania      |
| Zamykający  | Taxi – Teheran     | Dżafar Panahi | Iran           |

### Konkurs główny
Następujące filmy zostały wyselekcjonowane do udziału w konkursie głównym o Złotego Niedźwiedzia i Srebrne Niedźwiedzie:
| Tytuł polski                | Tytuł oryginalny                                         | Reżyseria               | Kraj produkcji    |
| --------------------------- | -------------------------------------------------------- | ----------------------- | ----------------- |
| 45 lat                      | 45 Years                                                 | Andrew Haigh            | Wielka Brytania   |
| Aferim!                     | Aferim!                                                  | Radu Jude               | Rumunia           |
| W rytmie marzeń             | Als wir träumten                                         | Andreas Dresen          | Niemcy            |
| Body/Ciało                  | Body/Ciało                                               | Małgorzata Szumowska    | Polska            |
| Perłowy guzik               | El botón de nácar                                        | Patricio Guzmán         | Chile             |
| Ojciec, syn i inne historie | Cha và con và                                            | Phan Đăng Di            | Wietnam           |
| El Club                     | El Club                                                  | Pablo Larraín           | Chile             |
| Eisenstein w Meksyku        | Eisenstein in Guanajuato                                 | Peter Greenaway         | Holandia          |
| Ixcanul                     | Ixcanul                                                  | Jayro Bustamante        | Gwatemala         |
| Dziennik panny służącej     | Journal d’une femme de chambre                           | Benoît Jacquot          | Francja           |
| Rycerz pucharów             | Knight of Cups                                           | Terrence Malick         | Stany Zjednoczone |
| Nikt nie chce nocy          | Nadie quiere la noche                                    | Isabel Coixet           | Hiszpania         |
| Pod elektrycznymi chmurami  | Под электрическими облаками Pod elektriczeskimi obłakami | Aleksiej German młodszy | Rosja             |
| Królowa pustyni             | Queen of the Desert                                      | Werner Herzog           | Stany Zjednoczone |
| Taxi – Teheran              | تاکسی Taxi                                               | Dżafar Panahi           | Iran              |
| Podróż Chasuke              | 天の茶助 Ten no chasuke                                  | SABU                    | Japonia           |
| Zaprzysięgła dziewica       | Vergine giurata                                          | Laura Bispuri           | Włochy            |
| Victoria                    | Victoria                                                 | Sebastian Schipper      | Niemcy            |
| Przeminęło z pociskami      | 一步之遥 Yi bu zhi yao                                   | Jiang Wen               | Chiny             |

### Pokazy pozakonkursowe
Następujące filmy zostały wyświetlone na festiwalu w ramach pokazów pozakonkursowych:
| Tytuł polski             | Tytuł oryginalny         | Reżyseria           | Kraj produkcji  |
| ------------------------ | ------------------------ | ------------------- | --------------- |
| Kopciuszek               | Cinderella               | Kenneth Branagh     | Wielka Brytania |
| 13 minut                 | Elser                    | Oliver Hirschbiegel | Niemcy          |
| Every Thing Will Be Fine | Every Thing Will Be Fine | Wim Wenders         | Niemcy          |
| Pan Holmes               | Mr. Holmes               | Bill Condon         | Wielka Brytania |

## Laureaci nagród

### Konkurs główny
Złoty Niedźwiedź
- Taxi – Teheran, reż. Dżafar Panahi

Srebrny Niedźwiedź – Nagroda Grand Prix Jury
- El Club, reż. Pablo Larraín

Srebrny Niedźwiedź dla najlepszego reżysera
- Małgorzata Szumowska – Body/Ciało
- Radu Jude – Aferim!

Srebrny Niedźwiedź dla najlepszej aktorki
- Charlotte Rampling – 45 lat

Srebrny Niedźwiedź dla najlepszego aktora
- Tom Courtenay – 45 lat

Srebrny Niedźwiedź za najlepszy scenariusz
- Patricio Guzmán – Perłowy guzik

Srebrny Niedźwiedź za wybitne osiągnięcie artystyczne
- Zdjęcia: Sturla Brandth Grovlen – Victoria
- / Zdjęcia: Siergiej Michalczuk i Jewgienij Priwin – Pod elektrycznymi chmurami

Nagroda im. Alfreda Bauera za innowacyjność
- Jayro Bustamante – Ixcanul

### Konkurs filmów krótkometrażowych
Złoty Niedźwiedź dla najlepszego filmu krótkometrażowego
- Hosanna, reż. Na Young-kil

### Pozostałe nagrody
Nagroda za najlepszy debiut reżyserski
- 600 mil, reż. Gabriel Ripstein

Nagroda FIPRESCI
- Taxi – Teheran, reż. Dżafar Panahi

Nagroda Jury Ekumenicznego
- Perłowy guzik, reż. Patricio Guzmán

Honorowy Złoty Niedźwiedź za całokształt twórczości
- Wim Wenders

## Galeria laureatów

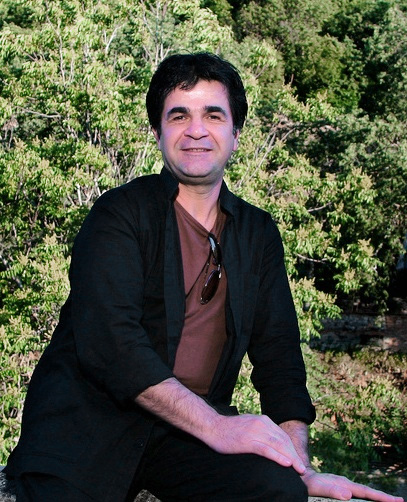
Jafar Panahi, zdobywca Złotego Niedźwiedzia za film Taxi – Teheran.
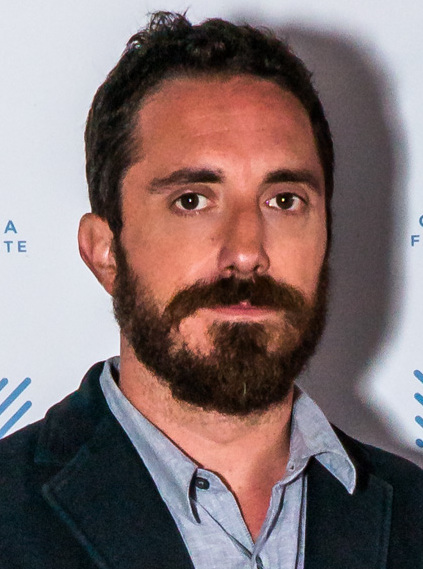
Pablo Larraín, laureat Srebrnego Niedźwiedzia – Grand Prix Jury.
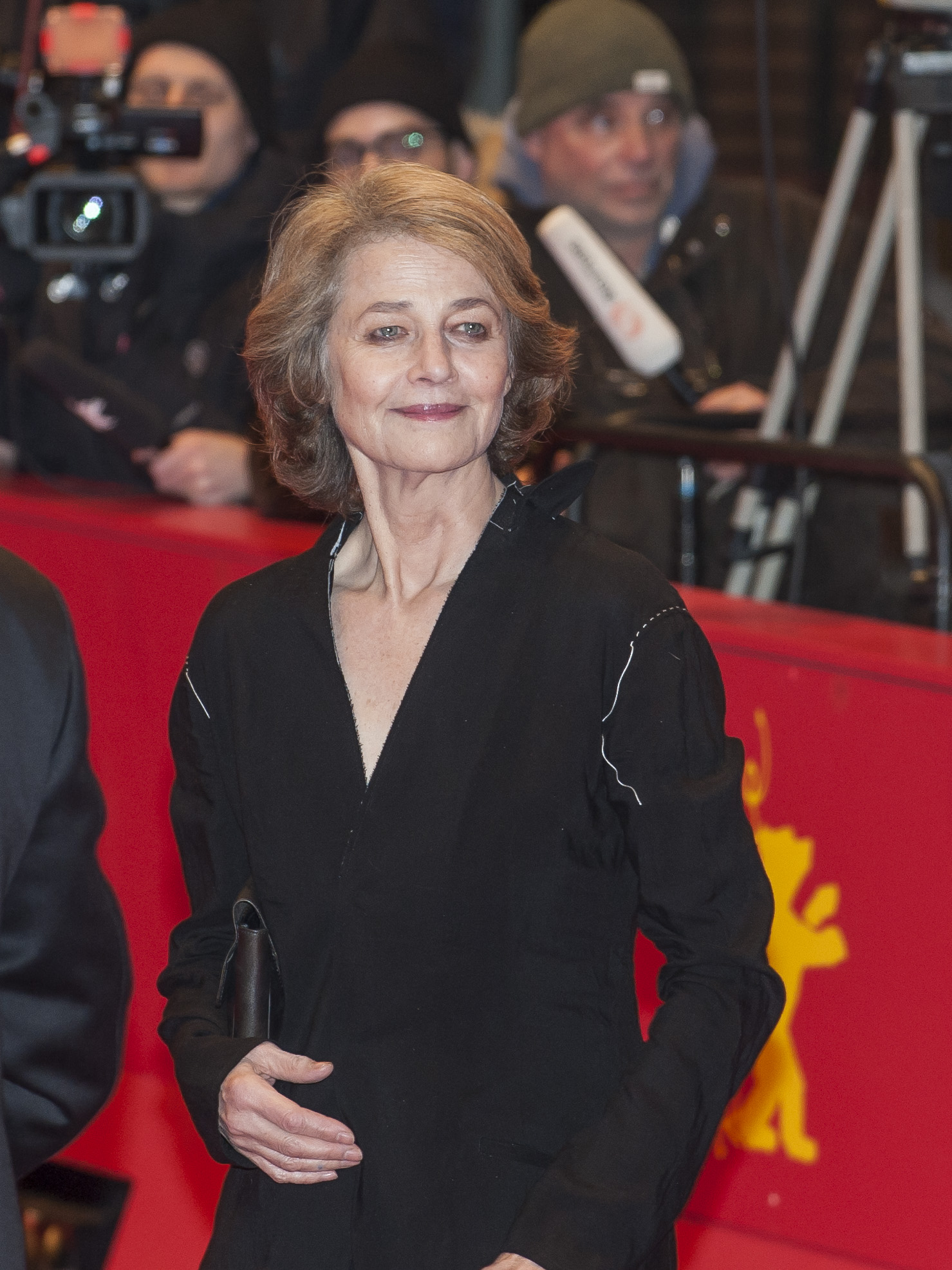
Charlotte Rampling, laureatka Srebrnego Niedźwiedzia dla najlepszej aktorki.
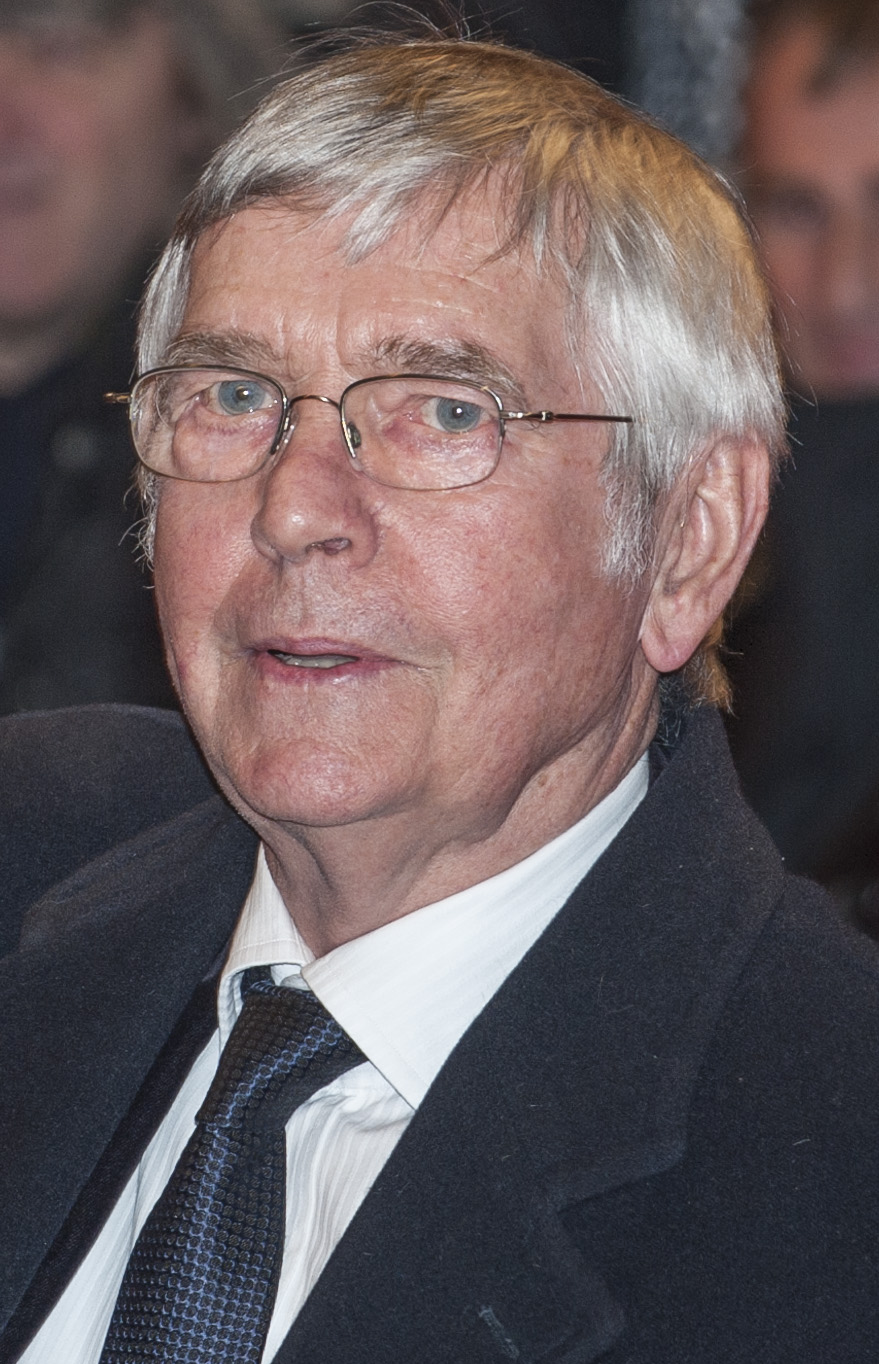
Tom Courtenay, laureat Srebrnego Niedźwiedzia dla najlepszego aktora.
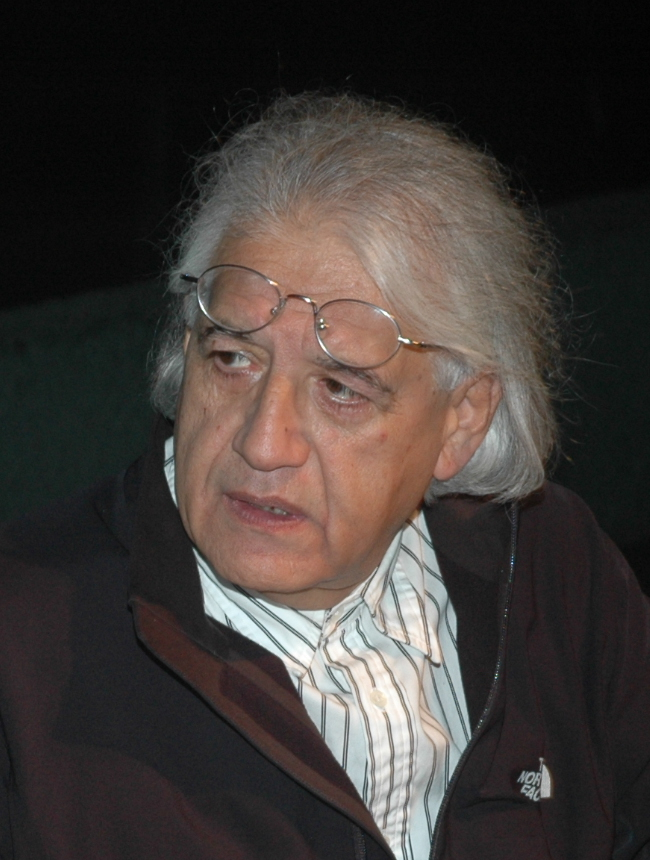
Patricio Guzmán, laureat Srebrnego Niedźwiedzia za najlepszy scenariusz.
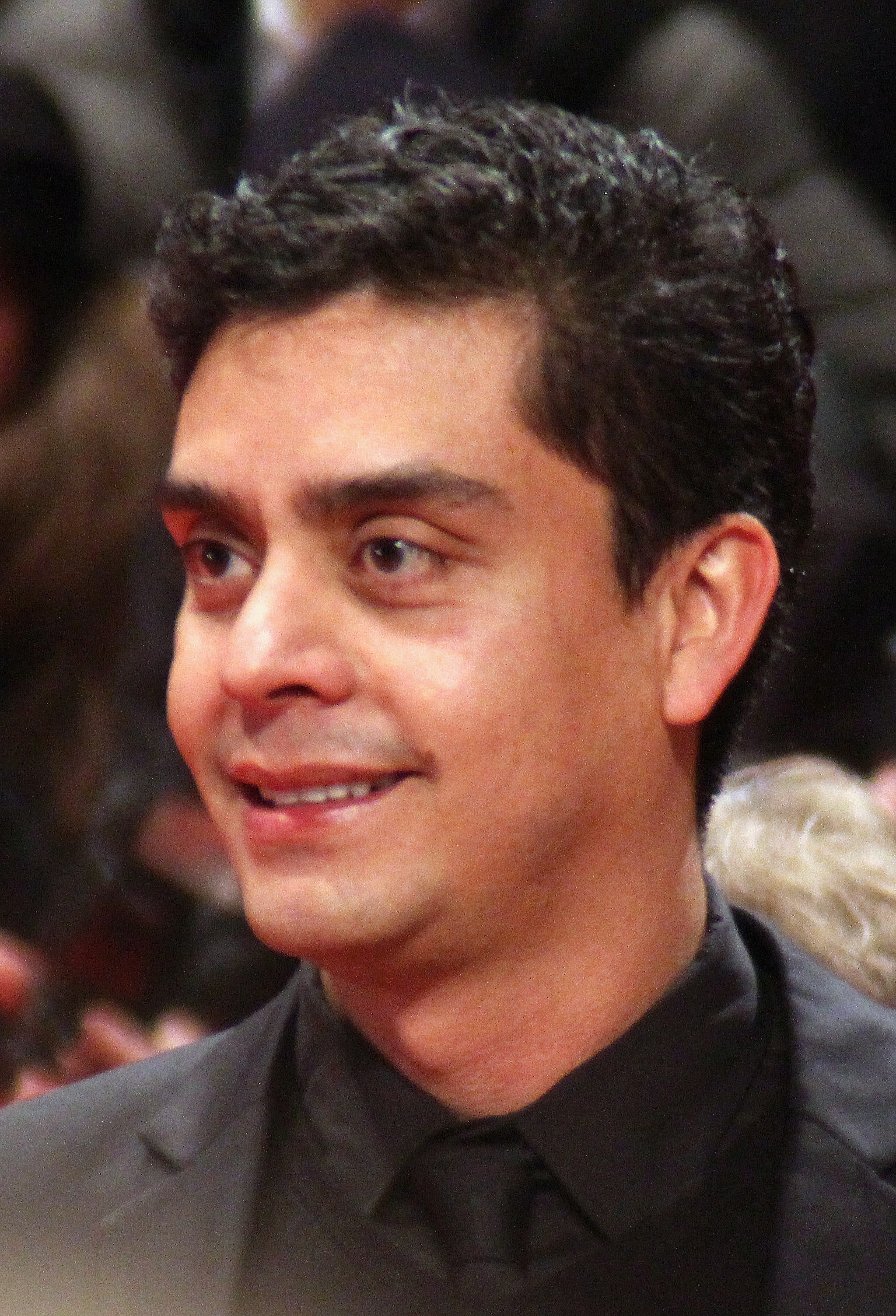
Jayro Bustamante, laureat Nagrody im. Alfreda Bauera.
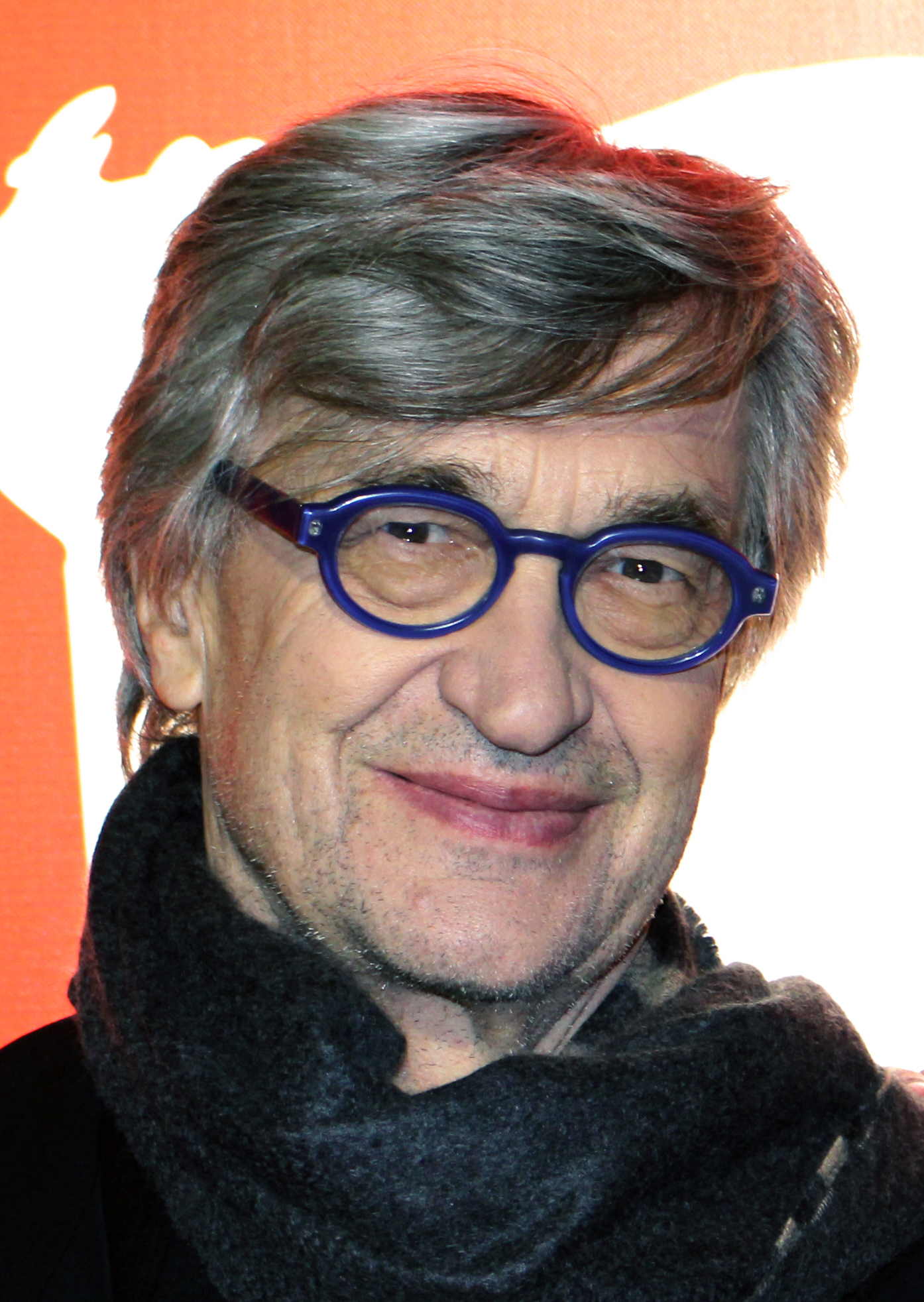
Wim Wenders, laureat Honorowego Złotego Niedźwiedzia.